# Ulisse (álbum)
Ulisse (Ulises) es un álbum conceptual del grupo italiano de rock progresivo Premiata Forneria Marconi con textos de Vincenzo Incenzo. 
El disco fue producido por Alessandro Colombini y publicado por RTI Music en 1997; supuso la vuelta de este conjunto musical al estudio después de 10 años de haberse publicado su trabajo anterior en ese ámbito: Miss Baker (1987).
Las canciones del álbum Ulisse (Odiseo o Ulises), en italiano, hacen referencia a pasajes de la Odisea, como son el del Caballo de Troya (Il cavallo di legno: El caballo de madera), el de la cueva de Polifemo (Il mio nome è nessuno: Mi nombre es nadie) y el regreso o nostos (Canzone del ritorno: Canción del regreso).
La gira de presentación del disco, llevada a cabo también en 1997, fue premiada como el mejor espectáculo italiano del rock.
Por este trabajo, el grupo fue premiado con el disco de oro.

## Piezas del álbum
1. Ieri – 1:38
2. Andare per andare – 6:22
3. Sei – 5:58
4. Il cavallo di legno – 4:28
5. Ulisse – 6:02
6. Uno in più – 5:04
7. Canzone del ritorno – 4:30
8. Il mio nome è nessuno – 5:45
9. Lettera al padre – 4:37
10. Liberi dal bene liberi dal male – 4:40
11. Domani – 1:59

Duración total – 51:09

## Personal e instrumentario

### Músicos titulares
- Franco Mussida: guitarras eléctrica, sajonas de 6 y de 12 cuerdas, y sin trastes; voz.

- Flavio Premoli: piano, órgano Hammond C3, piano eléctrico Fender-Rhodes, sintetizadores, voz.

- Ian Patrick Djivas: bajo eléctrico, programaciones.

- Franz Di Cioccio: batería, percusión, voz.[4][5]

### Músicos invitados
- Ricky Tognazzi:[6] recitado en Ieri.

- Moreno Ferrara y Massimo Senzioni: voces de acompañamiento.

## Grabación
Heaven Studio (Rímini) y Studio Metropolis (Milán).